# Let It Bleed
Let It Bleed — восьмой британский и десятый американский студийный альбом рок-группы Rolling Stones, изданный в декабре 1969 года фирмами Decca Records (Великобритания) и London Records (США). Стал последним альбомом коллектива, в записи которого принял участие Брайан Джонс, записавший партию цитры в песнях «You Got the Silver» и перкуссию в «Midnight Rambler».
В 2002 г. альбом был обновлён и переиздан в CD и SACD фирмой ABKCO Records. В 2003 г. Let It Bleed был включён в список «500 величайших альбомов всех времён» по версии журнала Rolling Stone под номером 32. Журнал Q поместил его на 28 позицию в списке «100 величайших альбомов, записанных в Британии».

## Об альбоме
На обложке изображена сюрреалистическая скульптура, состоящая из пластинки Let It Bleed, которую проигрывает старинный патефон. На шпинделе укреплено блюдо, на котором в несколько слоев лежат бобина с пленкой, часовой циферблат, пицца, велосипедная шина и торт, посреди которой стоят фигурки музыкантов рок-группы. Торт с обложки приготовила Делия Смит, которая позже стала известной в Великобритании писательницей книг по приготовлению пищи и популярной телеведущей кулинарной передачи. В 2011 году обложка альбома заняла 29-е место в списке лучших обложек альбомов всех времен по мнению читателей интернет издания Music Radar.

## Список композиций
Трек-лист на задней стороне обложки альбома не соответствует порядку песен при прослушивании. По словам дизайнера обложки Роберта Браунджона, он изменил порядок из-за чисто визуальных причин; правильный порядок был указан на самой пластинке.
Также, вместо правильного названия песни «Gimme Shelter» на обложке значится «Gimmie Shelter».
Все песни написаны Миком Джаггером и Китом Ричардсом, за исключением отмеченной.
| №  | Название                         | Длительность |
| -- | -------------------------------- | ------------ |
| 1. | «Gimme Shelter»                  | 4:30         |
| 2. | «Love in Vain» (Роберт Джонсон*) | 4:19         |
| 3. | «Country Honk»                   | 3:07         |
| 4. | «Live with Me»                   | 3:33         |
| 5. | «Let It Bleed»                   | 5:27         |

| №  | Название                             | Длительность |
| -- | ------------------------------------ | ------------ |
| 6. | «Midnight Rambler»                   | 6:52         |
| 7. | «You Got the Silver»                 | 2:50         |
| 8. | «Monkey Man»                         | 4:11         |
| 9. | «You Can't Always Get What You Want» | 7:30         |

- В ранних изданиях альбома автор песни Роберт Джонсон указан под своим псевдонимом Вуди Пэйн.

## Позиции в хит-парадах
| Чарт (1969—1970)                 | Наивысшая позиция |
| -------------------------------- | ----------------- |
| Австралия (Kent Music Report)    | 2                 |
| Канада (RPM Top Albums/CDs)      | 4                 |
| Нидерланды (Album Top 100)       | 1                 |
| Германия (Offizielle Top 100)    | 3                 |
| Норвегия (VG-lista)              | 2                 |
| Великобритания (UK Albums Chart) | 1                 |
| США (Billboard 200)              | 3                 |
| Чарт (2007)                      | Наивысшая позиция |
| Швеция (Sverigetopplistan)       | 37                |
| Чарт (2012)                      | Наивысшая позиция |
| Франция (SNEP)                   | 138               |

| Чарт (1970)              | Позиция |
| ------------------------ | ------- |
| США (Billboard Top LP’s) | 48      |

## Сертификации
| Регион | Сертификация  | Продажи    |
| --- | ------------- | ---------- |
| Канада (Music Canada) | Платиновый    | 100 000^   |
| Великобритания (BPI) | Платиновый    | 300 000^   |
| США (RIAA) | 2× Платиновый | 2 000 000^ |
| * Данные о продажах приведены только на основе сертификации. ^ Данные о тиражах приведены только на основе сертификации. |               |            |